# Marcella Lowery
Pour les articles homonymes, voir Lowery.
Marcella Lowery est une actrice américaine, née le 27 avril 1946  à Queens (État de New York).

## Filmographie
- 1975 : Super Spook : la fille de la femme au sac
- 1978 : Just Me and You (TV) : l'étrangère
- 1979 : 3 by Cheever: The Sorrows of Gin (TV) : Ruby
- 1981 : Arthur : Harriet
- 1983 : Avis de recherche (Without a Trace) de Stanley R. Jaffe : Sergent Rocco
- 1989 : L'Incroyable Défi (Lean on Me) : Mme Richards
- 1989 : Autant en emporte Fletch ! (Fletch Lives) : Selma
- 1991 : New Jack City : la femme dans le couloir
- 1991 : Quoi de neuf, Bob ? (What About Bob?) : Betty
- 1992 : Ghostwriter (série TV) : Grandma Jenkins
- 1993 : Meurtres à Brooklyn (Strapped) (TV) : une cliente du fast food
- 1996 : Vibrations (vidéo) : l'infirmière
- 1996 : La Femme du pasteur (The Preacher's Wife) : Anna Eldridge
- 2003 : Jacked (vidéo)
- 2004 : Second Best : l'infirmière
- 2005 : 12 and Holding : l'infirmière
- 2006 : Waltzing Anna : l'infirmière Hardaway
- 2006 : L'École des dragueurs (School for Scoundrels) : Mrs. Washington
- 2010 : New York, unité spéciale (saison 12, épisode 6) : Margaret Holmes
- 2021 : Thunder Force de Ben Falcone